# Ochyrotica africana
Ochyrotica africana är en fjärilsart som beskrevs av Jacques-Marie-Frangile Bigot 1969. Ochyrotica africana ingår i släktet Ochyrotica och familjen fjädermott. Inga underarter finns listade i Catalogue of Life.